# تپه خیرآباد شماره ۲ بدشت
تپه خیرآباد شماره ۲ بدشت مربوط به هزاره اول قبل از میلاد است و در شهرستان شاهرود، روستای بدشت واقع شده و این اثر در تاریخ ۲۵ خرداد ۱۳۸۱ با شمارهٔ ثبت ۵۸۵۶ به‌عنوان یکی از آثار ملی ایران به ثبت رسیده است.